# マディソン郡区 (アイオワ州ブキャナン郡)
マディソン郡区は、アメリカ合衆国、アイオワ州、ブキャナン郡にある16の郡区の一つである。2000年の国勢調査で、人口は768人だった。

## 地理
マディソン郡区は、94.5平方キロメートル（36.47平方マイル)で、Lamontが含まれる。アメリカ地質調査所によると、この郡区はCamptonとMadisonの2つの霊園が含まれる。